# Ariëlla Kornmehl
Ariëlla Kornmehl (geboren 1975 in Amsterdam) ist eine niederländische Schriftstellerin.

## Leben
Arilla Kornmehl studierte von 1994 bis 1999 Philosophie an der Universität Amsterdam. Sie lebte von 1998 bis 2000 in Johannesburg, Südafrikanische Union. 

## Werke (Auswahl)
- De familie Goldwasser. Amsterdam : Vassallucci, 2001
- De vlindermaand. Amsterdam : Cossee, 2005 
  - Der Schmetterlingsmonat. Übersetzung Marianne Holberg. Berlin : Bloomsbury, 2006
  - De vlindermaand (Auszug), in: Eep Francken (Hrsg.): Heerengracht, Zuid-Afrika : Nederlandse literatuur van Zuid-Afrika ; verslagen, verhandelingen, verhalen, gedichten en fragmenten. Amsterdam : Contact, 2008 ISBN 978-90-254-1846-5, S. 389–395
- Een stille moeder: roman. Amsterdam : Cossee, 2009 
  - Was du mir verschweigst : Roman. Übersetzung Marlene Müller-Haas. München : Beck, 2011
- Wat ik moest verzwijgen : roman. Amsterdam : Cossee, 2013
  - Alles, was wir wissen konnten. Übersetzung Marlene Müller-Haas. Hamburg : Hoffmann und Campe, 2016